# احمد رجبی
احمد رجبی (متولد ۱۳۶۴) استادیار فلسفه در دانشگاه تهران و نویسندهٔ کتاب تناهی استعلایی است که در سال ۱۳۹۹ برندهٔ جایزهٔ کتاب سال جمهوری اسلامی ایران شده است. این کتاب، در واقع بسط و تکمیل رساله دکتری او است که در سال ۱۳۹۶ برندهٔ جایزهٔ دکتر رضا داوری اردکانی شده است. رجبی در مقطع کارشناسی در دانشگاه تهران در رشتهٔ حقوق تحصیل کرده و در همین دانشگاه دوره‌های کارشناسی ارشد و دکتری فلسفه را گذرانده است.

## آثار
احمد رجبی، تناهی استعلایی، پژوهشی دربارهٔ هستی‌شناسی بنیادین هایدگر. تهران: هرمس، ۱۳۹۸.

## پانوشت‌ها
1. 1 2  «رزومه - احمد رجبی».
2. ↑  «برگزیدگان جایزه کتاب سال معرفی شدند». قدس‌آنلاین.
3. ↑  «رساله فلسفی «احمد رجبی»، برگزیده سومین دوره جایزه دکتر رضا داوری‌اردکانی».